# 행복발전소
행복발전소는 JTV MAGIC FM에서 DJ 장혜라가 진행하는 전라북도 전지역을 대상으로 송신하는 프로그램이다. 2006년부터 2021년 12월 31일 자로 15년만에 폐지되었다.
| JTV MAGIC FM                                           |                                                      |                      |
| 이전                                                   | 장혜라의 행복발전소 (월~토) 스포츠 익스프레스 (일)   | 다음                 |
| 이정규의 정규방송 (월~토) 미르의 테마뮤직오디세이 (일) | 장혜라의 행복발전소 (월~토) 스포츠 익스프레스 (일)   | 영스트리트           |
| 오후 4시 ~ 오후 6시 (월~토) 오후 4시 ~ 오후 6시 (일)   | 오후 6시 ~ 오후 8시 (월~토) 오후 6시 ~ 오후 8시 (일) | 오후 8시 ~ 오후 10시 |
|                                                        |                                                      |                      |